# Coolidge (Arizona)
Coolidge és una població dels Estats Units a l'estat d'Arizona. Segons el cens del 2007 tenia 9.570 habitants.

## Demografia
Segons el cens del 2000, Coolidge tenia 7.786 habitants, 2.585 habitatges, i 1.938 famílies La densitat de població era de 597,7 habitants/km².
Dels 2.585 habitatges en un 38,5% hi vivien nens i joves de menys de 18 anys, en un 48,8% hi vivien parelles casades, en un 19,3% dones solteres, i un 25% no eren unitats familiars. En el 20,8% dels habitatges hi vivien persones soles, el 9,9% de les quals corresponia a persones de 65 anys o més que vivien soles. El nombre mitjà de persones vivint en cada habitatge era de 3 i el nombre mitjà de persones que vivien en cada família era de 3,44.
Per edats la població es repartia de la següent manera: un 32,9% tenia menys de 18 anys, un 10,4% entre 18 i 24, un 24,4% entre 25 i 44, un 18,9% de 45 a 60 i un 13,4% 65 anys o més.
L'edat mitjana era de 31 anys. Per cada 100 dones de 18 o més anys hi havia 88,1 homes.
La renda mitjana per habitatge era de 29.049 $ i la renda mitjana per família de 33.536 $. Els homes tenien una renda mitjana de 29.159 $ mentre que les dones 21.472 $. La renda per capita de la població era de 13.663 $. Aproximadament el 20,9% de les famílies i el 24,7% de la població estaven per sota del llindar de pobresa.

## Poblacions més properes
El següent diagrama mostra les poblacions més properes.